# Kulmbacher Straße 1 (Kronach)

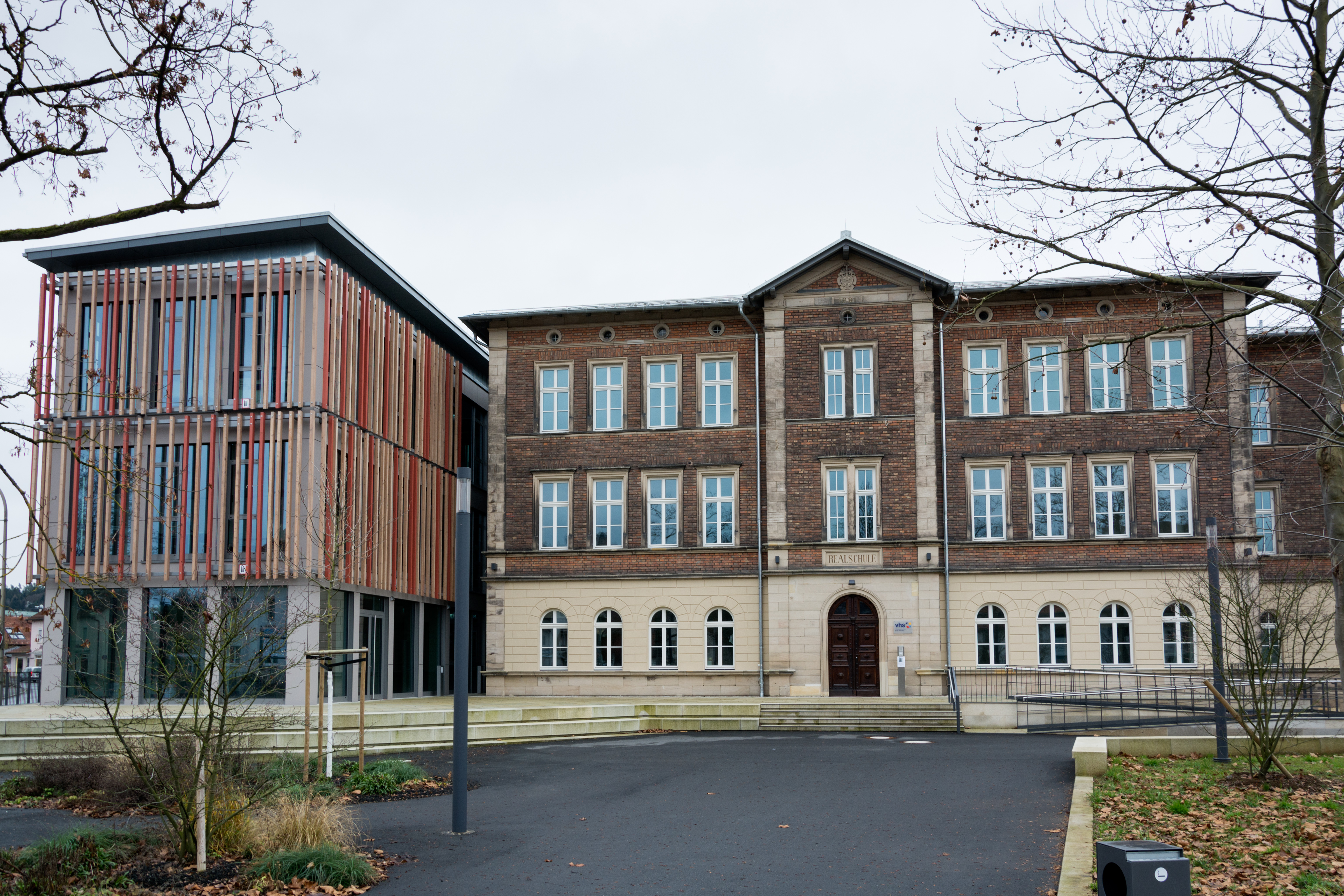
Nordseite des Gebäudekomplexes

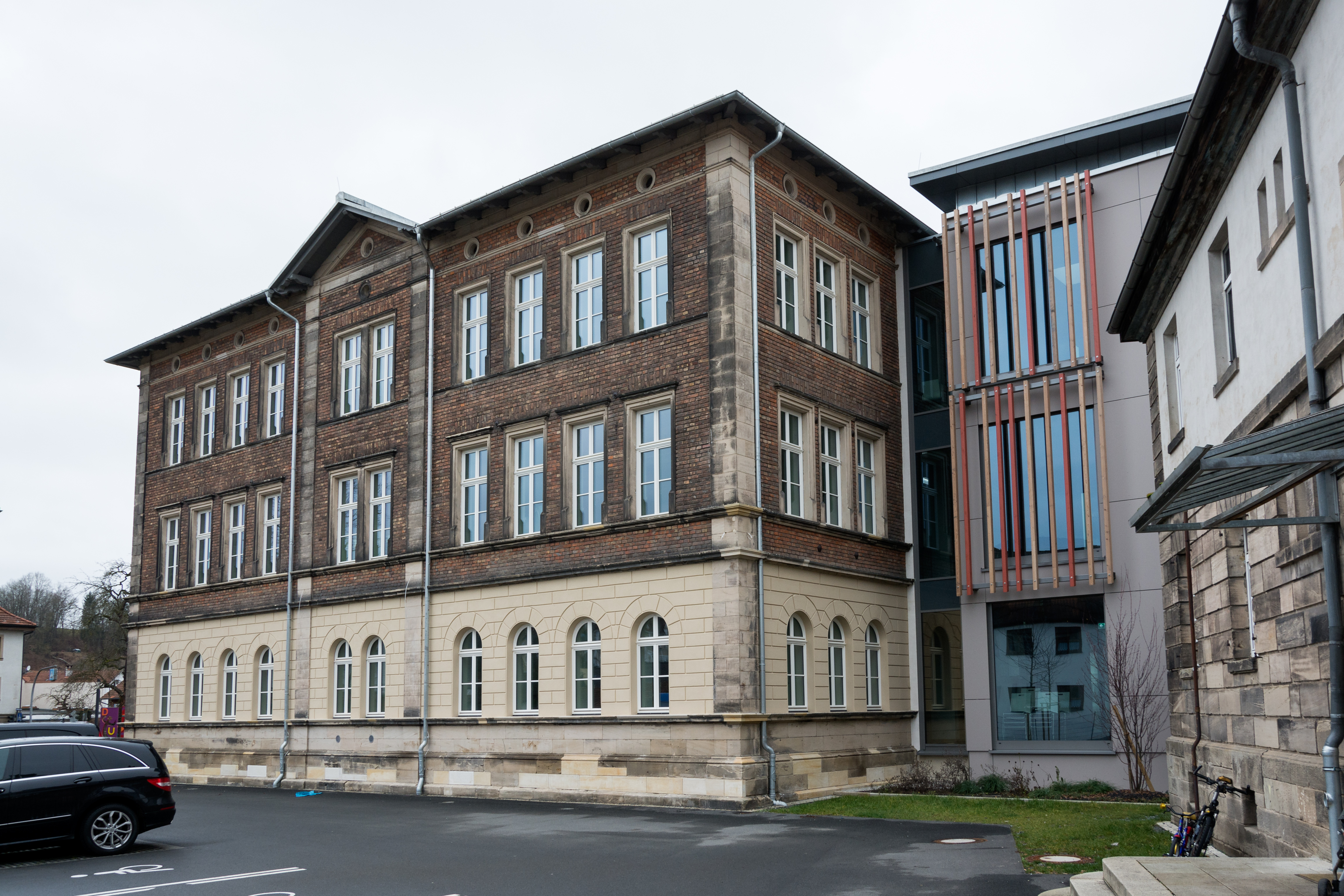
Südostseite des Gebäudekomplexes

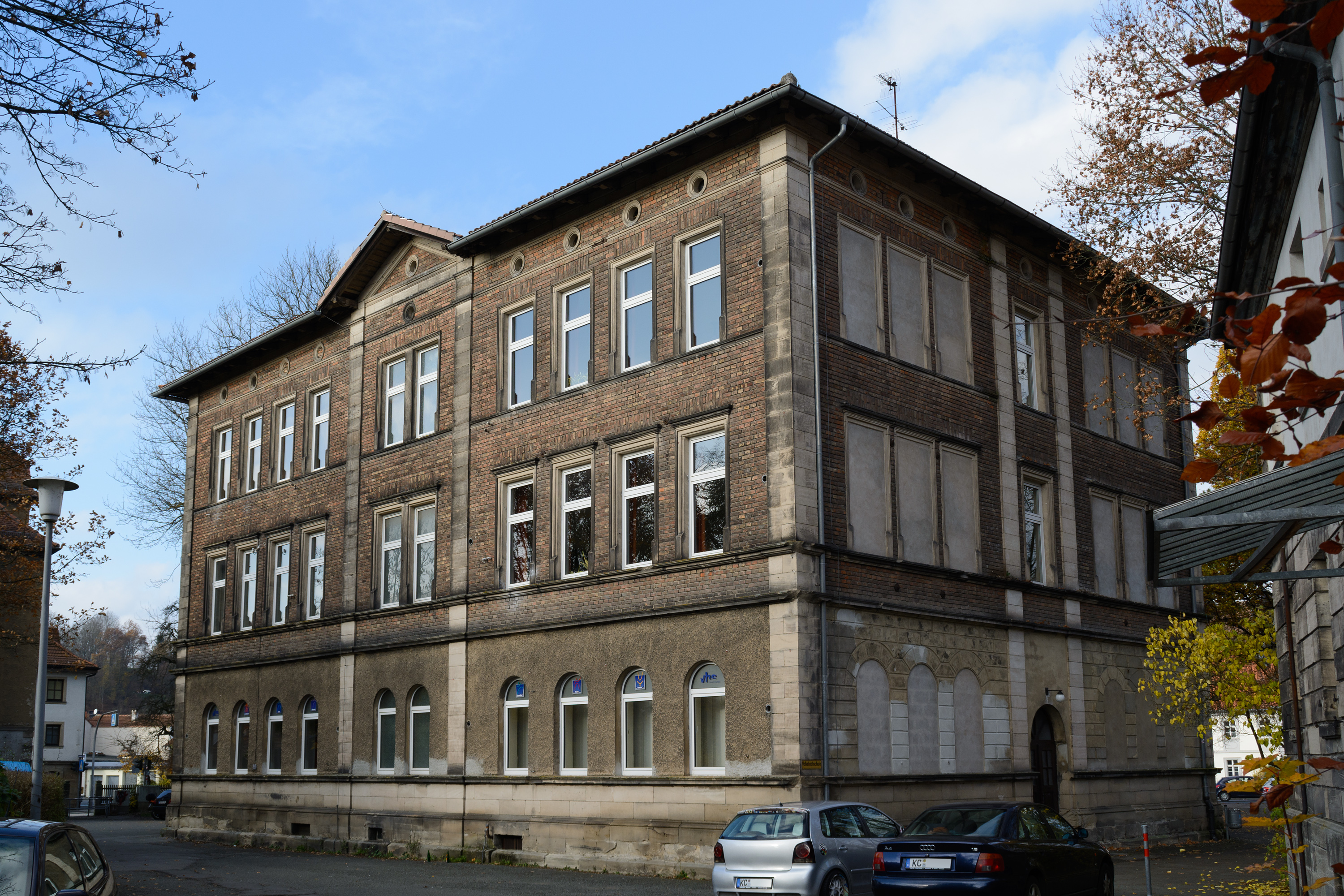
Südostseite des Hauptgebäudes vor Errichtung des Erweiterungsbaus

Der Gebäudekomplex Kulmbacher Straße 1 besteht aus mehreren Bauwerken in der oberfränkischen Stadt Kronach, in denen die Räume der Volkshochschule Kreis Kronach untergebracht sind. Das zu Beginn der 1880er Jahre entstandene Hauptgebäude steht unter Denkmalschutz.

## Lage und Beschreibung
Der Gebäudekomplex steht auf einem parkähnlichen Grundstück, das sich südlich der Kronacher Innenstadt auf der linken Seite des Flusses Kronach befindet und im Norden und Westen von der Kulmbacher Straße und im Osten von der Rodacher Straße umschlossen wird. Rund 70 m nördlich befindet sich am rechten Ufer der Kronach das Bürgerspital, unmittelbar südöstlich steht das Gebäude Rodacher Straße 2.
Bei dem denkmalgeschützten Hauptgebäude, das von der Straße zurückversetzt inmitten des Grundstücks steht, handelt es sich um einen im Stil des Spätklassizismus errichteten dreigeschossigen Walmdachbau mit Mittelrisalit. Das nicht unterkellerte Erdgeschoss wurde aus Sandsteinquadern gemauert und ist teilweise verputzt, die Obergeschosse bestehen aus Backstein mit Gliederungen aus Sandstein. Im Giebelfeld an der Nordseite befinden sich die Jahreszahl 1881 und das Wappen der Stadt Kronach.
An der Ostseite des Gebäudes wurde in den Jahren 2018 bis 2020 ein ebenfalls dreigeschossiger, moderner Erweiterungsbau errichtet, der die Lücke zwischen dem Hauptgebäude und dem Nachbargebäude Rodacher Straße 2 schließt und bis an die Grundstücksgrenze zur Rodacher Straße heranreicht. An den großen Glasfronten des Anbaus sind mehrfarbige vertikale Holzbalken angebracht, die einerseits als Design-Element dienen und andererseits als Sonnenschutz für die dahinter gelegenen Räume wirken sollen.

## Geschichte
Das zu seiner Entstehungszeit noch nicht von anderen Gebäuden umgebene Hauptgebäude wurde ursprünglich als neues Schulhaus für die 1879 als erste höhere Lehranstalt der Stadt gegründete vierstufige Realschule errichtet. Die Bauarbeiten begannen im Oktober 1880, die feierliche Grundsteinlegung erfolgte am 23. März 1881. Seiner Bestimmung übergeben wurde das fertiggestellte Schulhaus im Rahmen einer Feier am 3. Oktober 1881.
Nachdem die Realschule im Jahr 1957 in ein neu erbautes Schulhaus am Langen Steig umgezogen war, das heutige Kaspar-Zeuß-Gymnasium, diente das Gebäude Kulmbacher Straße 1 als Grundschule. Seit 1987 befindet sich die Volkshochschule Kreis Kronach in dem Gebäude. Zunächst wurden nur die Räume des ersten Stocks genutzt, seit 1991 das komplette Gebäude.
In den Jahren 2018 bis 2020 wurde das Bauwerk von Grund auf saniert und mit einem modernen Anbau an der Ostseite erweitert. Dabei wurden im zunächst vollständig entkernten Hauptgebäude unter anderem mehrere zugemauerte Fensteröffnungen in der Ostwand wieder freigelegt. Beheizt und gekühlt wird der Gebäudekomplex zukünftig hauptsächlich mittels Geothermie, er verfügt als Absicherung für sehr tiefe Temperaturen allerdings zusätzlich über einen Erdgasanschluss. Für die Baumaßnahmen mussten Mittel in Höhe von 7,5 Millionen Euro aufgewendet werden. Mit 5,8 Millionen Euro stammte der Großteil dieses Betrages aus Zuschüssen der Städtebauförderung, der Oberfrankenstiftung und des LEADER-Programms der Europäischen Union. Die restliche Summe musste vom Landkreis Kronach als Träger der Volkshochschule und der Stadt Kronach als Eigentümerin des Gebäudes aufgebracht werden. Die offizielle Einweihung des Gebäudekomplexes erfolgte aufgrund der COVID-19-Pandemie erst am 17. Oktober 2021.